# جينا ويلسون
جينا ويلسون (بالإنجليزية: Gina Wilson)‏ هي ناشِطة أسترالية، ولدت في 1952 في فيكتوريا في أستراليا.